# Cyclaspis coelebs
Cyclaspis coelebs är en kräftdjursart som beskrevs av William Thomas Calman 1917. Cyclaspis coelebs ingår i släktet Cyclaspis och familjen Bodotriidae. Inga underarter finns listade i Catalogue of Life.